# A bátrak
A bátrak (eredeti cím: Only the Brave) 2017-ben bemutatott amerikai életrajzi-dráma, melyet Joseph Kosinski rendezett, valamint Ken Nolan és Erci Warren Singer írt, Sean Flynn – "No Exit" nevű GQ cikke nyomán. A film valós események alapján készült: a Granite Mountain Hotshots elit tűzoltóalakulat történetét meséli el. A tűzoltócsapatnak 2013 júniusában a Yarnell hegyi tűz ellen kell megküzdenie és a húszfős legénységből csupán egyetlen tag maradt életben.
A főszerepben Josh Brolin, James Badge Dale, Jeff Bridges, Miles Teller, Alex Russell, Taylor Kitsch, Ben Hardy, Thad Luckinbill, Geoff Stults, Scott Haze, Andie MacDowell és Jennifer Connelly látható. A forgatás 2016 júniusában kezdődött Új-Mexikóban.
Az Amerikai Egyesült Államokban 2017. október 20-án mutatta be a Columbia Pictures, Magyarországon DVD-n jelent meg szinkronizálva 2018 június végén. A film a jegypénztáraknál megbukott, de összességében pozitív értékeléseket kapott a kritikusoktól.

## Cselekmény
A Granite Mountain egyesek volt az egyetlen nem állami tűzoltóraj, amely megkapta a "kiemelt egyes" elit minősítést. 2008-as megalakulásuk után több ezer négyzetkilométernyi területet, számtalan otthont és életet óvtak meg az Amerikai Egyesült Államok területén. A Yarnell hegyi tűzvészben veszett oda a legtöbb amerikai tűzoltó, a szeptember 11-i terrortámadások óta.

## Szereplők

### A Granite Mountain egyesek
| Színész               | Szerep                              | Magyar hang    |
| --------------------- | ----------------------------------- | -------------- |
| Josh Brolin           | Eric "Kesztyűs" Marsh, Amanda férje | Kőszegi Ákos   |
| Miles Teller          | Brendan "Nullás" McDonough          | Renácz Zoltán  |
| James Badge Dale      | Jesse Steed                         | Stohl András   |
| Alex Russell          | Andrew Ashcraft                     | Haumann Máté   |
| Scott Foxx            | Travis Carter                       |                |
| Dylan Kenin           | Robert Caldwell                     | Megyeri János  |
| Ryan Busch            | Dustin DeFord                       | Potocsny Andor |
| Sam Quinn             | Grant McKee                         | Nagy Márk      |
| Taylor Kitsch         | Chris MacKenzie                     | Zámbori Soma   |
| Kenny Miller          | Sean Misner                         |                |
| Thad Luckinbill       | Scott Norris                        | Hamvas Dániel  |
| Ben Hardy             | Wade Parker                         | Baráth István  |
| Nicholas Jenks        | John Percin, Jr.                    | Hám Bertalan   |
| Jake Picking          | Anthony "Baby-G" Rose               | Sándor Péter   |
| Matthew Van Wettering | Joe Thurston                        |                |
| Geoff Stults          | Travis Turbyfill                    | Király Attila  |
| Ryan Jason Cook       | William Warneke                     |                |
| Scott Haze            | Clayton Whitted                     | Géczi Zoltán   |
| Michael McNulty       | Kevin Woyjeck                       |                |
| Brandon Bunch         | Garret Zuppiger                     |                |

### Egyéb szereplők
| Színész           | Szerep                            | Magyar hang         |
| ----------------- | --------------------------------- | ------------------- |
| Jennifer Connelly | Amanda Marsh, Eric felesége       | Majsai-Nyilas Tünde |
| Jeff Bridges      | Duane Steinbrink, Marvel férje    | Sörös Sándor        |
| Andie MacDowell   | Marvel Steinbrink, Duane felesége | Ráckevei Anna       |
| Natalie Hall      | Natalie Johnson                   | Andrusko Marcella   |
| Rachel Singer     | Mrs. McDonough, Brendan anyja     | Bozó Andrea         |
| Brytnee Ratledge  | Juliann Ashcraft                  |                     |
| Pell James        | Claire Caldwell                   |                     |
| Jenny Gabrielle   | Desiree Steed                     | Pikali Gerda        |
| Barbie Robertson  | Marsena Thurston                  |                     |
| Jade Kammerman    | Stephanie Turbyfill               | Pánics Lilla        |

## Fogadtatás
A kritikák méltatták a szereplőgárdát, illetve azt a megható módot, amellyel a film a benne szereplők előtt megemlékezik. A Metacritic oldalán a film értékelése 72% a 100-ból, ami 35 véleményen alapul. A Rotten Tomatoeson a Bátrak 87%-os minősítést kapott, 141 értékelés alapján.